# جمعية أم المؤمنين النسائية
جمعية أم المؤمنين النسائية في إمارة عجمان جمعية ذات نفع عام. تأسست في عام 1974 وأشهرت بالقرار الوزاري رقم (13) لسنة 1974. انضمت الجمعية إلى الاتحاد النسائي العام عند تأسيسه سنة 1975. كان العمل في البداية بسيطاً ومحدوداً، ثم تطور تدريجياً عاماً بعد عام وفق خطط متجددة.وقد قدم الشيخ حميد بن راشد النعيمي، عضو المجلس الأعلى حاكم عجمان، وقرينته الشيخة فاطمة بنت زايد بن صقر آل نهيان رئيسة الجمعية الدعم المادي والمعنوي للجمعية وتقوم رسالة الجمعية على تمكين المرأة وتطوير قدراتها ثقافيا واجتماعيا واقتصاديا وتقديم الخدمات والأنشطة المتنوعة.

## المراكز الاجتماعية التابعة للجمعية
من أبرز المراكز الاجتماعية التي تضمها الجمعية:
- مركز مودة الأسري يقدم المساعدة والإرشاد الأسري والقانوني والاجتماعي والنفسي لأفراد الأسرة.
- نادي الريان وهدفه تنظيم أنشطة ترفيهية واجتماعية للسيدات والأطفال

## القاعات والمكتبة
تضم الجمعية عدد اً من القاعات متعددة الأغراض والمجهزة لإقامة المؤتمرات وورش العمل والندوات والمعارض وغيرها،كما تضم الجمعية المكتبةالمركزية الأولى بعجمان

## الجوائز
نالت الجمعية عدداً من الجوائز تقديراً لإنجازاتها:
- تم اختيارها في عام 1997م كشخصية العام الثقافية ضمن جائزة العويس للدراسات والابتكار العلمي
- كرمت في عام 1998م من قبل وزارة العمل والشؤون الاجتماعية تقديراً لها على أفضل عمل متميز متمثلا في جائزة راشد بن حميد للثقافة والعلوم،
- في عام 1999م، كرمت الجمعية من قبل صندوق الزواج بالدولة، تقديراً لها على جهودها في المجال الأسري.

- في  في عام 2013م حصلت الجمعية على المركز الثالث في بطولة دبي العالمية للضيافة على مستوى الدولة.[7]
- في  عام 2015م حصلت الجمعية على المركز الأول على مستوى إمارة عجمان بجائزة وزير الداخلية للتميز لعام 2015م فئة الشريك المثالي.[7]

## وصلات خارجية
الموقع الرسمي لجمعية أم المؤمنين بعجمان